# Carl Edvard Odén
Carl Edvard Odén, född 12 april 1872 i Nebraska i USA, död 17 maj 1928 i Oskar Fredriks församling i Göteborg, var en svensk friidrottare. Han tävlade för IS Lyckans Soldater.
Han var bror till idrottaren Oscar Odén. Han är begravd på Göteborgs östra kyrkogård.

### Fotnoter
1. ↑  Sveriges dödbok 1830–2020, Version 8.01, Sveriges Släktforskarförbund: Odén, Karl Edvard
2. ↑  Begravda i Sverige, CD-ROM, Version 1.00, Sveriges Släktforskarförbund.